# 東錢恩鎮區 (明尼蘇達州馬丁縣)
東錢恩鎮區（英語：East Chain Township）是位於美國明尼蘇達州馬丁縣的一個行政鎮區。

## 地方資料
東錢恩鎮區的面積為93.35平方千米，當中陸地面積為91.60平方千米，而水域面積為1.75平方千米。根據2020年美國人口普查的數據，當地共有人口276人，而人口密度為每平方千米2.96人。